# Гегечкори, Алексей Александрович
Алексе́й Алекса́ндрович Гегечко́ри (23 ноября (5 декабря) 1887, село Наогалези, Сенакский уезд, Кутаисская губерния, Российская империя — 7 июня 1928, Тифлис, ССР Грузия, ЗСФСР, СССР; груз. ალექსი ალექსანდრეს ძე გეგეჭკორი; партийный псевдоним — Са́ша) — советский государственный и партийный деятель, участник революционного движения на Кавказе.

## Биография
Алексей Гегечкори родился 23 ноября (5 декабря) 1887 года в дворянской семье в селе Наогалези (близ Мартвили) Сенакского уезда Кутаисской губернии.
С 1902 года участвовал в революционном движении. В коммунистическую партию вступил в 1908 году. Вёл агитационную и партийную работу в Тифлисе, Баку, Челябинске, Мингрелии, Ростове-на-Дону. В Кутаиси в 1917 году участвовал в создании Бюро большевиков.
В 1918 году становится председателем боевого штаба Западно-Грузинского комитета партии. Являлся одним из организаторов восстания против меньшевистского правительства Грузии. 18 ноября 1918 года был тяжело ранен в бою с белогвардейцами у станицы Архонской в Терской области.
В 1921—1922 годах Гегечкори — председатель Тбилисского и член Грузинского ревкомов. В 1922—1923 годах — нарком внутренних дел; с 1924 — нарком земледелия. Одновременно с 1922 года — заместитель председателя СНК Грузии. Гегечкори был делегатом 11-го и 15-го съездов партии (БСЭ).
Алексей Александрович Гегечкори, страдая от тяжелейших нервных припадков, являющихся результатом тяжёлого ранения в 1918 году, 7 июня 1928 года покончил с собой в Тифлисе.

## Награды и звания
Награждён орденом Красного Знамени.

## Память
- В 1936—1990 годах имя А. А. Гегечкори носили село Мартвили и Мартвильский район Грузинской ССР.
- Его имя носила улица во Владикавказе с 1967 по 1995 год.